# Originals
Originals (ang. The Originals) – amerykańska powieść graficzna autorstwa Dave'a Gibbonsa, wydana w 2004 roku przez DC Comics w kolekcji Vertigo. Po polsku została opublikowana w 2008 roku przez wydawnictwo Manzoku.
Lel i Bok, przyjaciele ze szkoły, postanawiają przyłączyć się do Originalsów - młodzieżowego gangu, którego członkowie poruszają się na skuterach i walczą z gangiem motocyklowym. Chłopcy, skuszeni możliwością łatwego wzbogacenia się na handlu narkotykami, nie zdają sobie sprawy z zagrożeń, jakie niesie przynależność do grupy przestępczej.
Akcja rozgrywa się w futurystycznej Anglii, w świecie przypominającym lata 60. XX wieku.